# Alexandre Chtcherbakov
Pour les articles homonymes, voir Chtcherbakov.
Alexandre Sergueïevitch Chtcherbakov (en russe : Алекса́ндр Серге́евич Щербако́в), né le 27 septembre 1901 à Rouza et mort le 10 mai 1945 à Moscou, est un écrivain et un homme politique du Parti communiste soviétique de l'ère stalinienne.

## Biographie
Membre fondateur de l'Union des écrivains soviétiques en 1932, Alexandre Chtcherbakov contribue du poste de secrétaire à y imposer la ligne stalinienne. Il sert entre le 2 novembre 1938 jusqu'à sa mort en 1945 comme premier secrétaire du comité régional de Moscou du Parti, poste de confiance occupé avant lui par Lazare Kaganovitch et Nikita Khrouchtchev, deux fidèles de Staline. Peu après l'invasion allemande, il est nommé comme directeur du bureau d'information soviétique (Sovinformburo) nouvellement créé, et en juillet 1942 à la tête du Directoire politique principal de l'armée rouge à la place de Lev Mekhlis, avec rang de colonel général. 
Membre du parti communiste depuis 1918, il fut membre de son comité central à partir de 1939 et membre suppléant du Politburo entre le 21 février 1941 jusqu'à son décès.  
Alexandre Chtcherbakov meurt d'une crise cardiaque le lendemain du Jour soviétique de la Victoire et est inhumé à la nécropole du mur du Kremlin.

## Postérité
- Sa mort subite — comme celles d'Andreï Jdanov et de Georgui Dimitrov — sera orchestrée des années plus tard par Staline pour lancer l'affaire du complot des blouses blanches.
- La ville de Rybinsk est baptisée à son nom entre 1946 et 1957.

## Décorations
- l'ordre de Lénine (3 fois)
- Ordre de Souvorov
- Ordre de Koutouzov
- Ordre de la Guerre patriotique